# الدوري الكولومبي لكرة القدم 2001
الدوري الكولومبي لكرة القدم 2001 (بالإسبانية: Campeonato colombiano 2001)‏ هو الموسم 54 من الدوري الكولومبي لكرة القدم. كان عدد الأندية المشاركة فيه 16، وفاز فيه أمريكا دي كالي.